# آلافوس

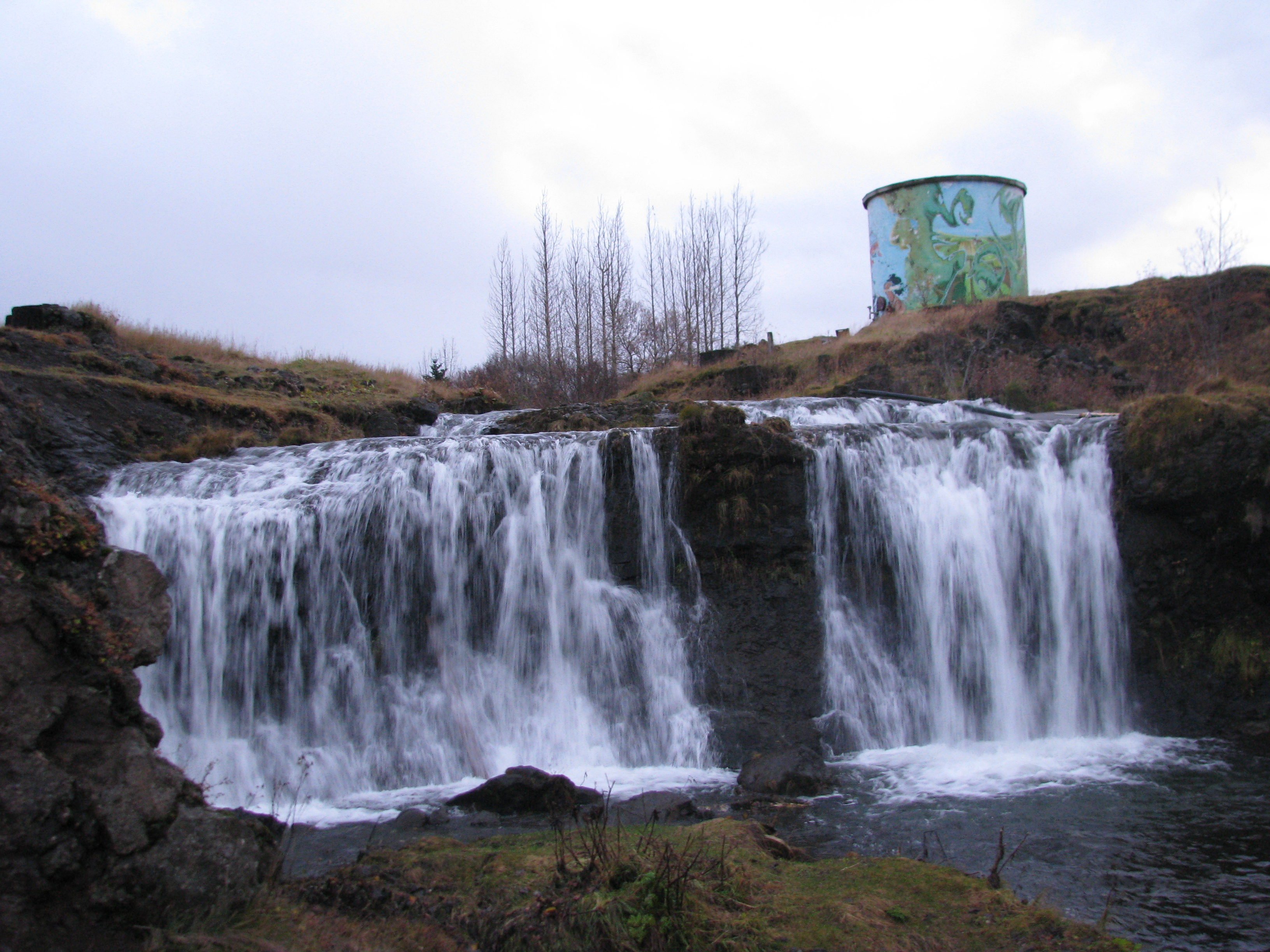
آلافوس

آلافوس (انگلیسی: Álafoss) آبشار است که بر روی رود وارما، در ایسلند واقع است. یک کارخانه پشم به همین نام نیز در مجاور این آبشار در ۱۸۹۶ راه اندازی گردید تا کشاورزان بومی، از انرژی حاصل از آبشار به منظور فرآوری پشم استفاده نمایند. در خلال جنگ جهانی دوم، در آن مکان سرباز خانه‌هایی برای سربازان انگلیسی احداث گردید. این آبشار نقشی اساسی در شکل گیری و توسعهٔ دهکدهٔ موسفلبر داشته است.